# Hypselodoris
Hypselodoris Stimpson, 1855 è un genere di molluschi nudibranchi della famiglia Chromodorididae.

## Descrizione

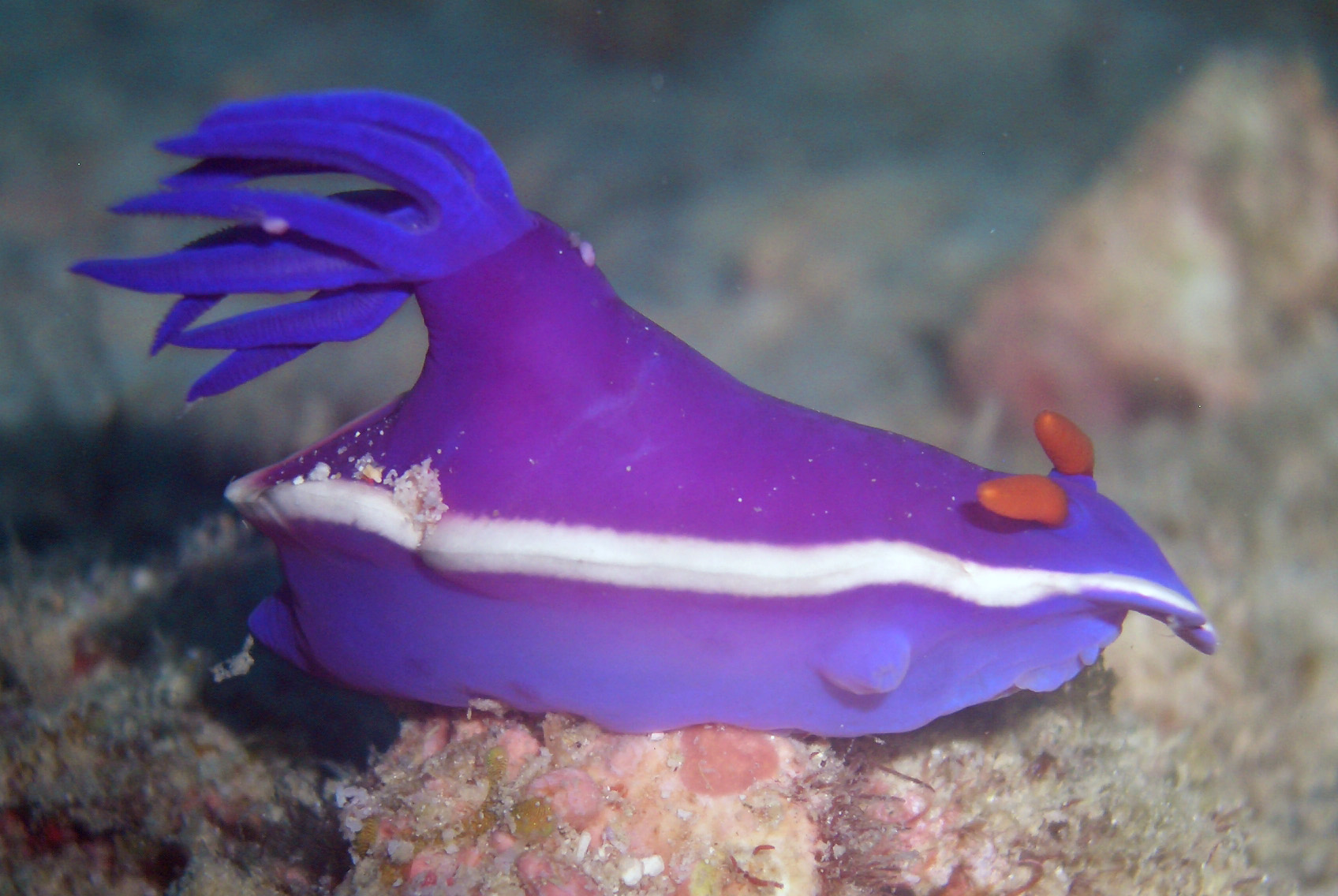
Hypselodoris bullockii

Il genere Hypselodoris si distingue dagli altri generi della famiglia Chromodorididae per il corpo dal profilo elevato e per il mantello molto sviluppato, oblungo e quadrangolare..
Le specie diffuse nell'Atlantico presentano colorazioni prevalentemente blu, con macchie e strisce di vari colori; le specie dell'Indo-Pacifico hanno colorazioni più varie, che vanno dal rosa/porpora all'arancio/giallo, con differenti pattern di macchie e strisce.

## Biologia
Il genere comprende specie carnivore che si nutrono in prevalenza di spugne.

## Distribuzione e habitat
Il genere ha una distribuzione cosmopolita, essendo diffuso nelle acque temperate e tropicali sia dell'oceano Atlantico, che dell'Indo-Pacifico. Presente anche nel mar Mediterraneo.

## Tassonomia
Comprende le seguenti specie:
- Hypselodoris alboterminata Gosliner & R. F. Johnson, 1999
- Hypselodoris alburtuqali Gosliner & R. F. Johnson, 2018
- Hypselodoris apolegma (Yonow, 2001)
- Hypselodoris babai Gosliner & Behrens, 2000
- Hypselodoris bennetti (Angas, 1864)
- Hypselodoris bertschi Gosliner & R. F. Johnson, 1999
- Hypselodoris bollandi Gosliner & R. F. Johnson, 1999
- Hypselodoris brycei Gosliner & R. F. Johnson, 2018
- Hypselodoris bullockii (Collingwood, 1881)
- Hypselodoris capensis (Barnard, 1927)
- Hypselodoris carnea (Bergh, 1889)
- Hypselodoris cerisae Gosliner & R. F. Johnson, 2018
- Hypselodoris confetti Gosliner & R. F. Johnson, 2018
- Hypselodoris decorata (Risbec, 1928)
- Hypselodoris dollfusi (Pruvot-Fol, 1933)
- Hypselodoris emma Rudman, 1977
- Hypselodoris festiva (A. Adams, 1861)
- Hypselodoris flavomarginata Rudman, 1995
- Hypselodoris fucata Gosliner & R. F. Johnson, 1999
- Hypselodoris ghardaqana (Gohar & Aboul-Ela, 1957)
- Hypselodoris godeffroyana (Bergh, 1877)
- Hypselodoris iacula Gosliner & R. F. Johnson, 1999
- Hypselodoris iba Gosliner & R. F. Johnson, 2018
- Hypselodoris imperialis (Pease, 1860)
- Hypselodoris infucata (Rüppell & Leuckart, 1830)
- Hypselodoris insulana Gosliner & R. F. Johnson, 1999
- Hypselodoris jacksoni N. G. Wilson & Willan, 2007
- Hypselodoris juniperae Gosliner & R. F. Johnson, 2018
- Hypselodoris kaname Baba, 1994
- Hypselodoris kanga Rudman, 1977
- Hypselodoris katherinae Gosliner & R. F. Johnson, 2018
- Hypselodoris krakatoa Gosliner & R. F. Johnson, 1999
- Hypselodoris lacteola Rudman, 1995
- Hypselodoris lacuna Gosliner & R. F. Johnson, 2018
- Hypselodoris maculosa (Pease, 1871)
- Hypselodoris maridadilus Rudman, 1977
- Hypselodoris maritima (Baba, 1949)
- Hypselodoris melanesica Gosliner & R. F. Johnson, 2018
- Hypselodoris nigrolineata (Eliot, 1904)
- Hypselodoris nigrostriata (Eliot, 1904)
- Hypselodoris obscura (Stimpson, 1855)
- Hypselodoris paradisa Gosliner & R. F. Johnson, 2018
- Hypselodoris paulinae Gosliner & R. F. Johnson, 1999
- Hypselodoris peasei (Bergh, 1880)
- Hypselodoris perii Gosliner & R. F. Johnson, 2018
- Hypselodoris placida (Baba, 1949)
- Hypselodoris pulchella (Rüppell & Leuckart, 1830)
- Hypselodoris purpureomaculosa Hamatani, 1995
- Hypselodoris regina Marcus & Marcus, 1970
- Hypselodoris reidi Gosliner & R. F. Johnson, 1999
- Hypselodoris roo Gosliner & R. F. Johnson, 2018
- Hypselodoris rosans (Bergh, 1889)
- Hypselodoris rositoi Gosliner & R. F. Johnson, 2018
- Hypselodoris rudmani Gosliner & R. F. Johnson, 1999
- Hypselodoris sagamiensis (Baba, 1949)
- Hypselodoris saintvincentius Burn, 1962
- Hypselodoris shimodaensis Baba, 1994
- Hypselodoris skyleri Gosliner & R. F. Johnson, 2018
- Hypselodoris tryoni (Garrett, 1873)
- Hypselodoris variobranchia Gosliner & R. F. Johnson, 2018
- Hypselodoris violabranchia Gosliner & R. F. Johnson, 1999
- Hypselodoris violacea Gosliner & R. F. Johnson, 2018
- Hypselodoris whitei (A. Adams & Reeve, 1850)
- Hypselodoris yarae Gosliner & R. F. Johnson, 2018
- Hypselodoris zebrina (Alder & Hancock, 1864)
- Hypselodoris zephyra Gosliner & R. F. Johnson, 1999

### Alcune specie

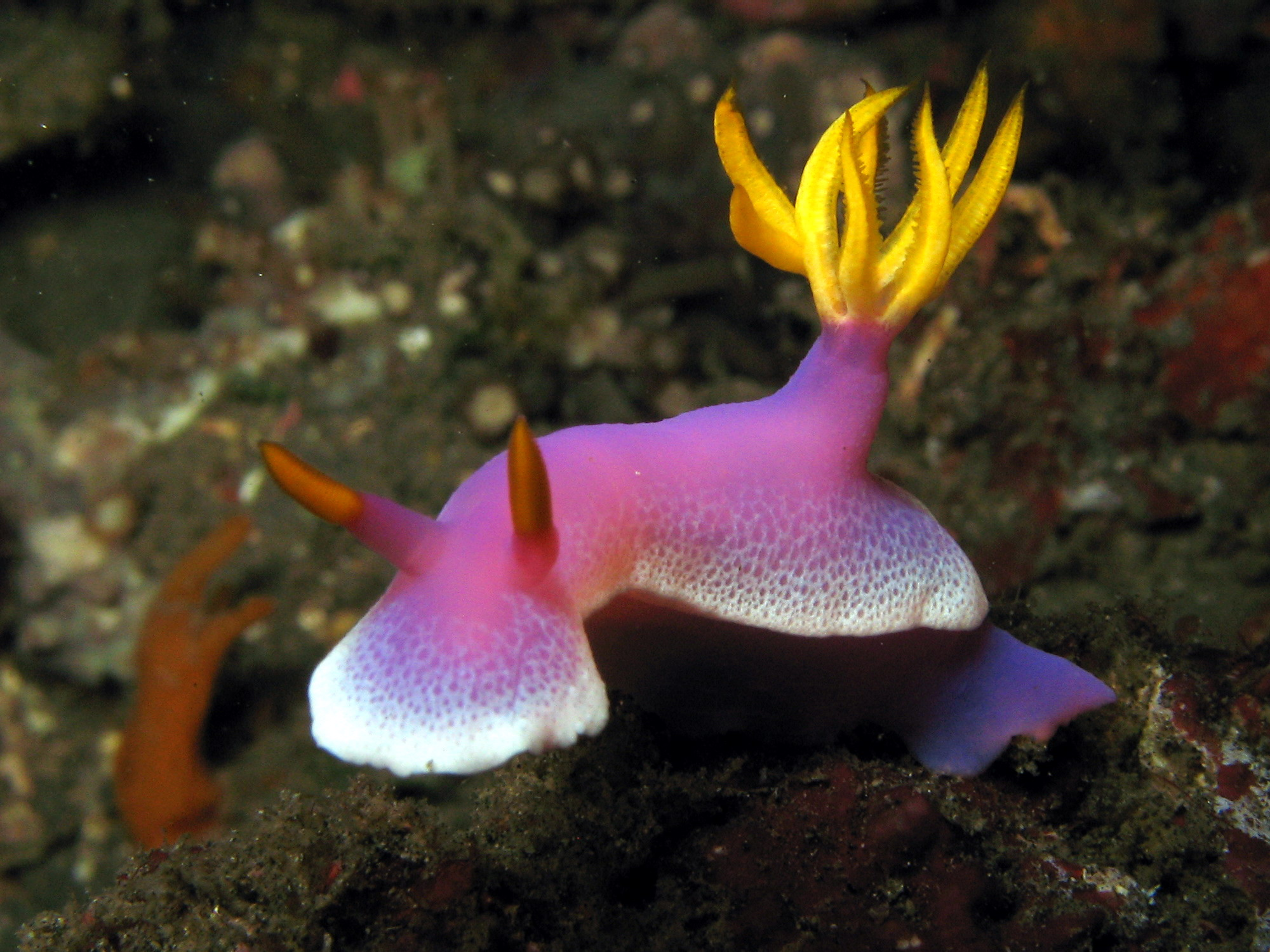
Hypselodoris apolegma
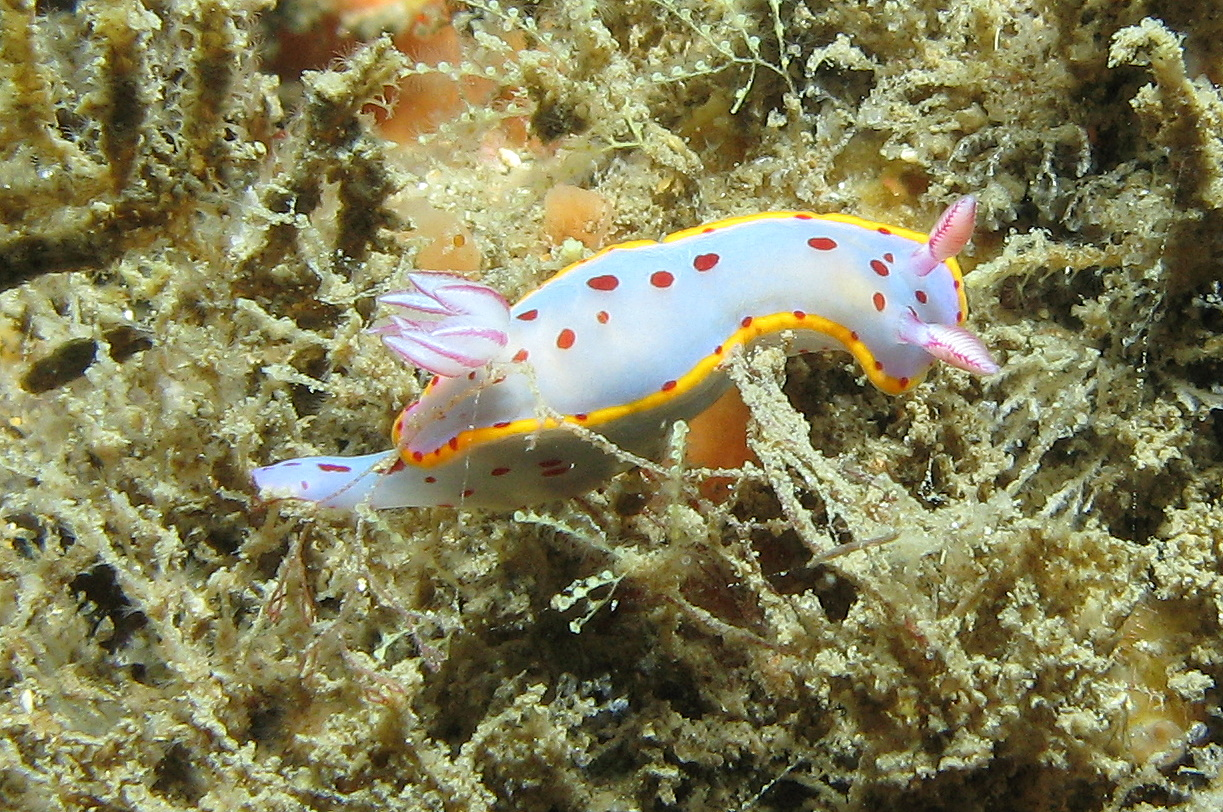
Hypselodoris bennetti
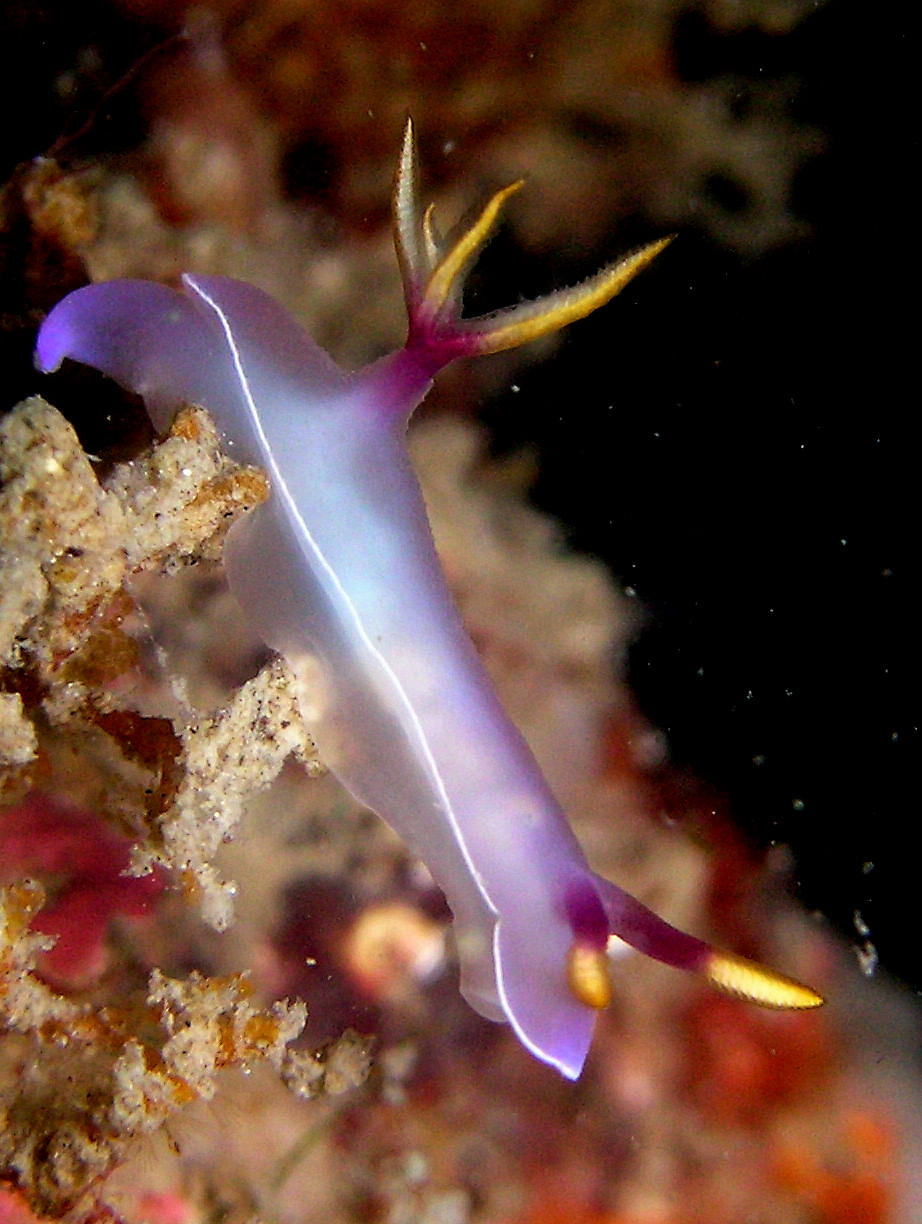
Hypselodoris bullocki
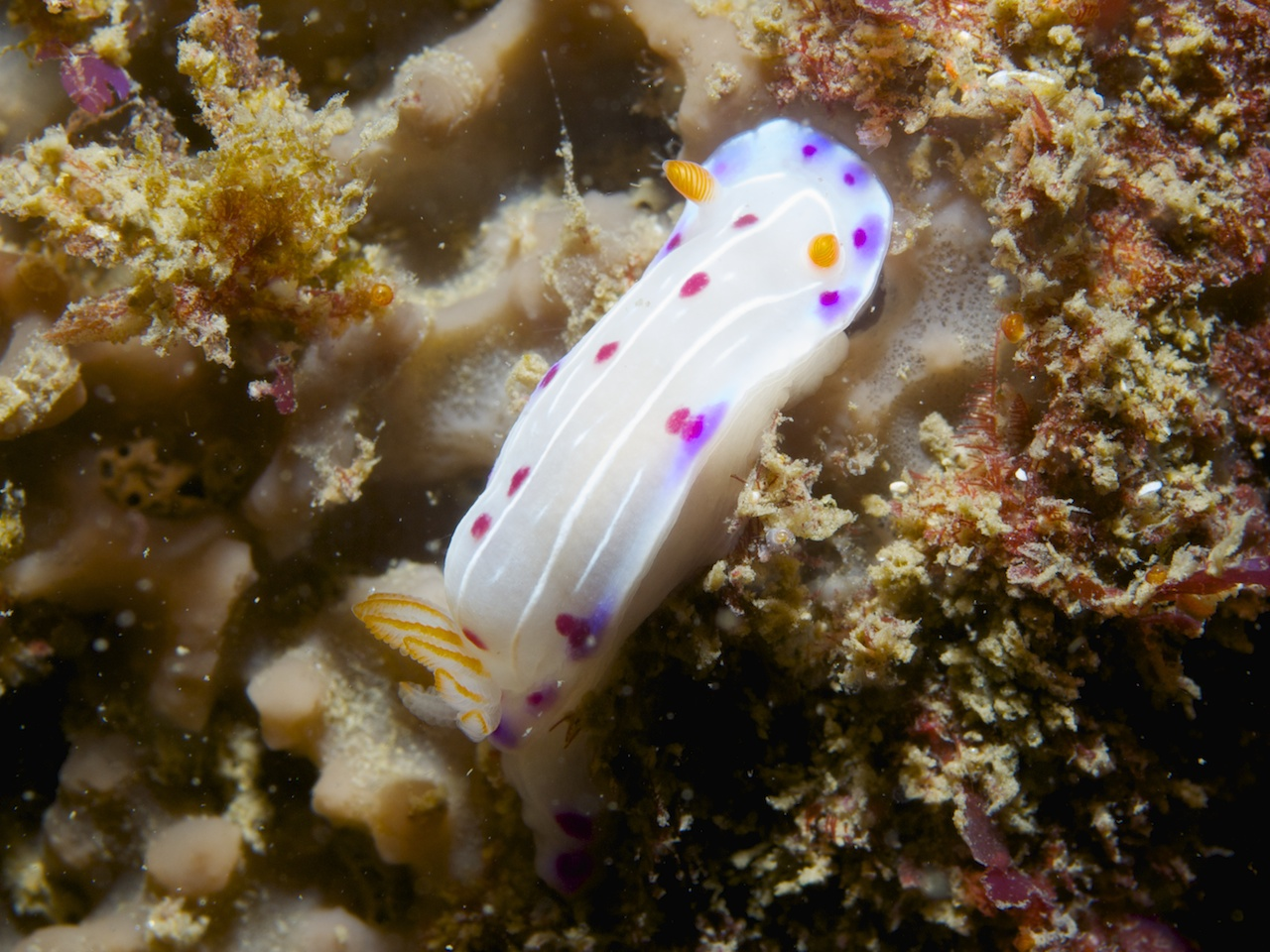
Hypselodoris capensis
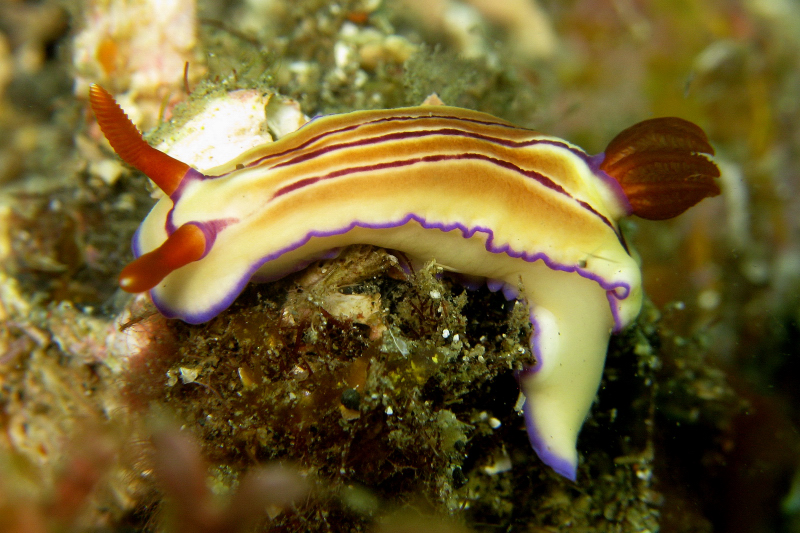
Hypselodoris emma
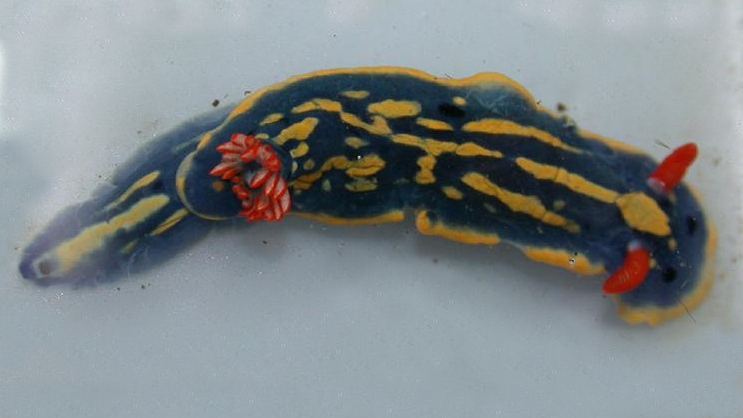
Hypselodoris festiva
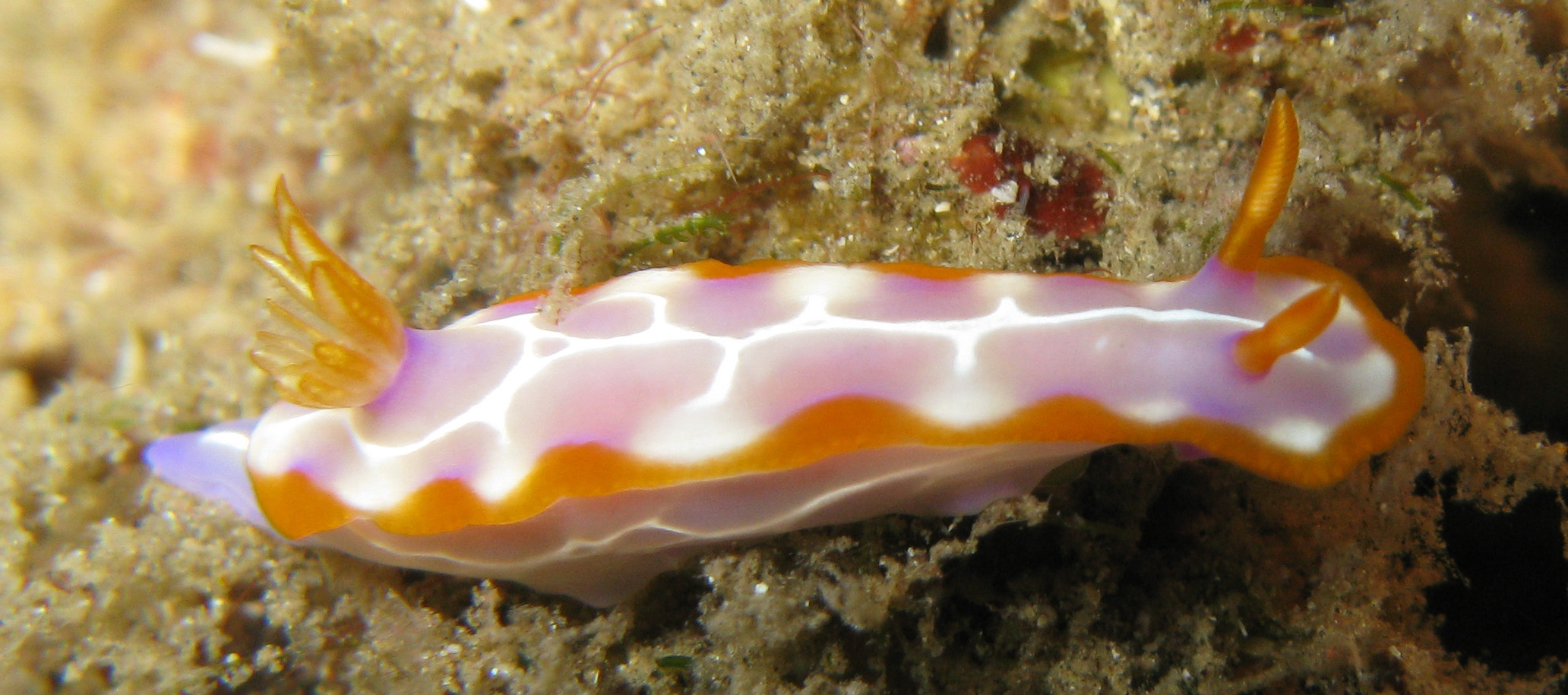
Hypselodoris iacula
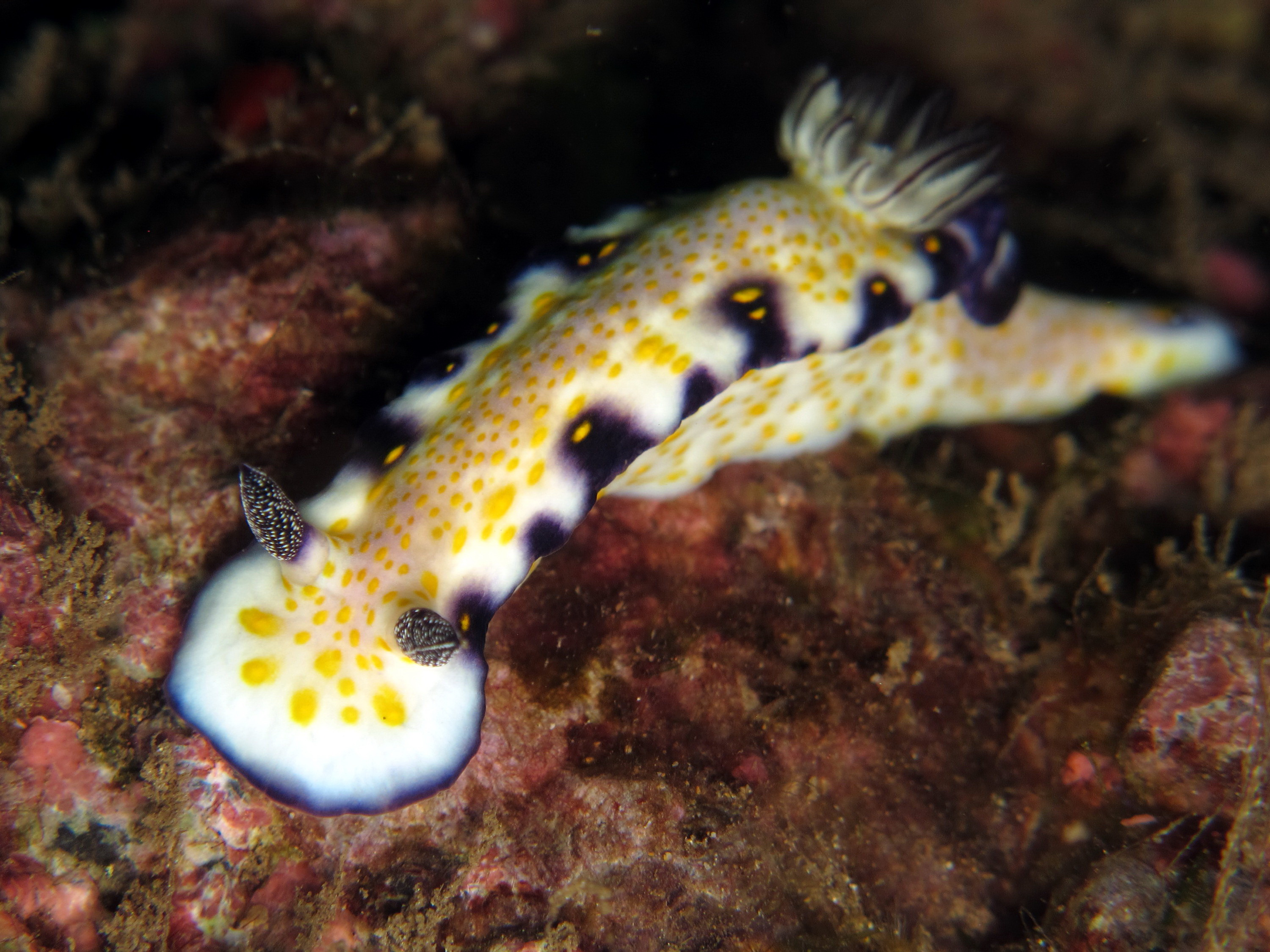
Hypselodoris imperialis
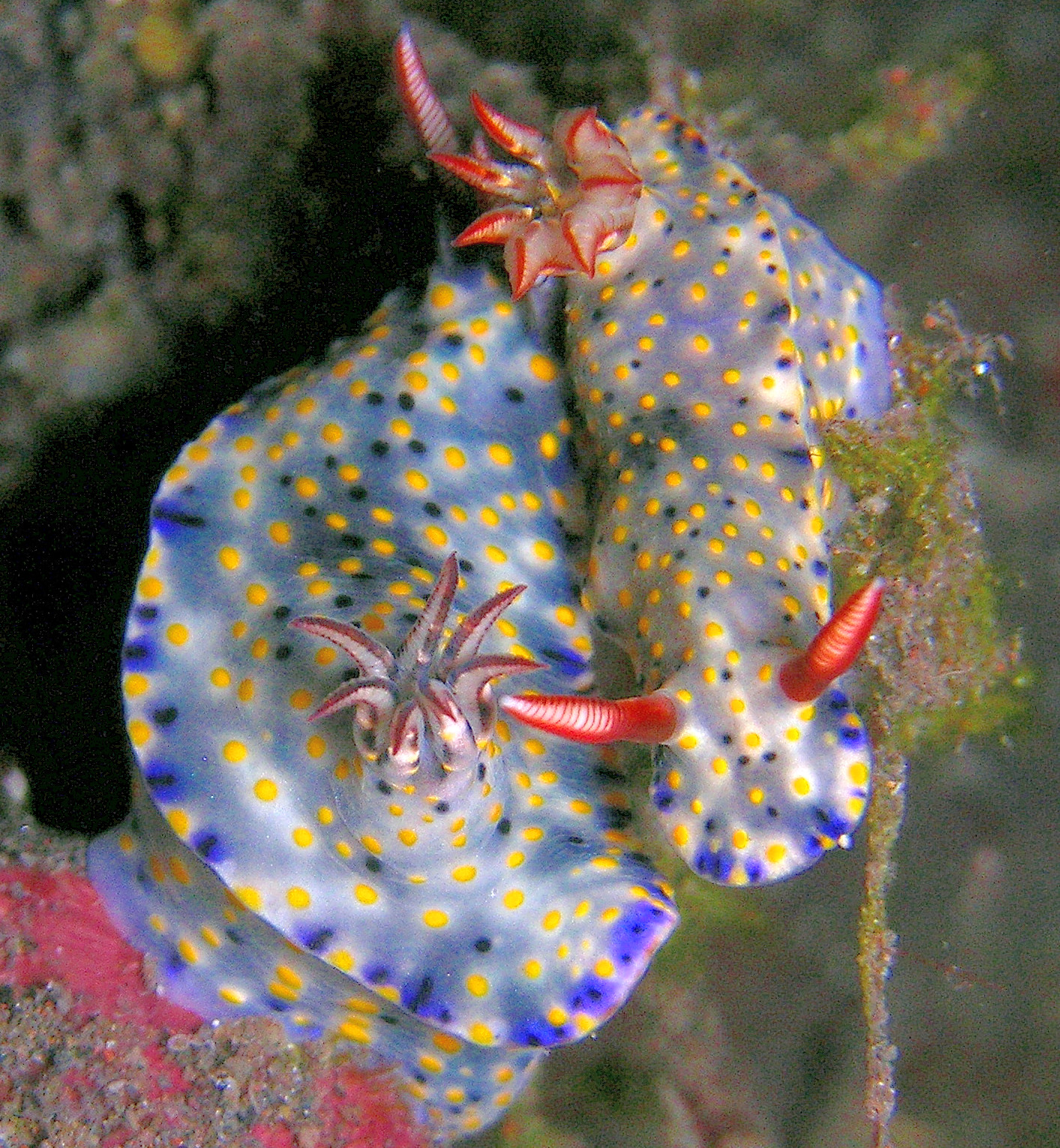
Hypselodoris infucata
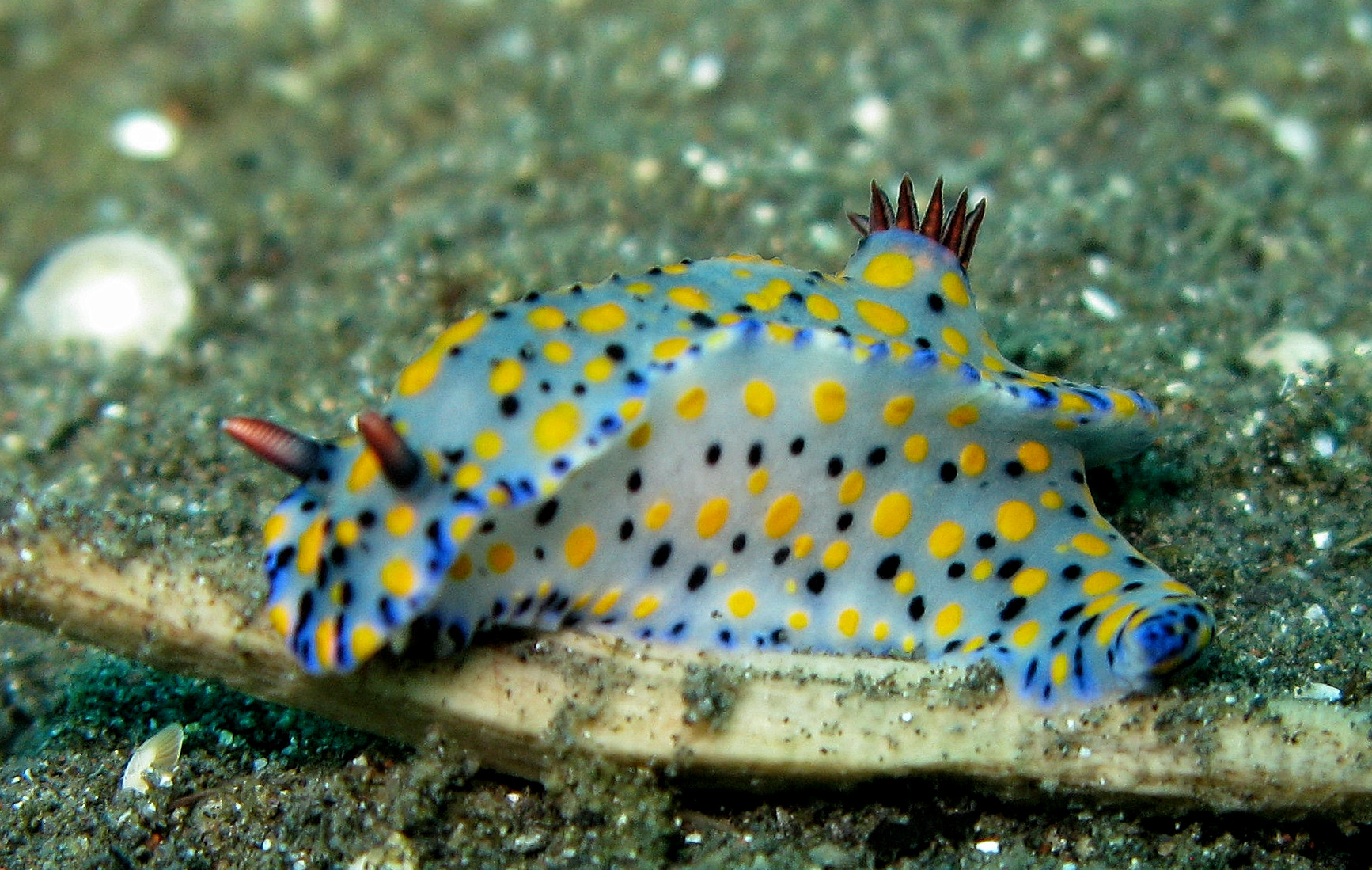
Hypselodoris kanga
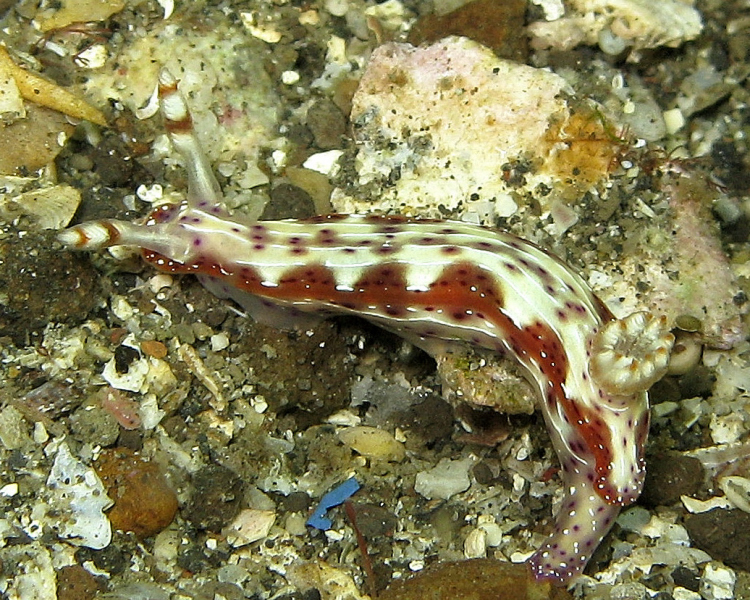
Hypselodoris maculosa
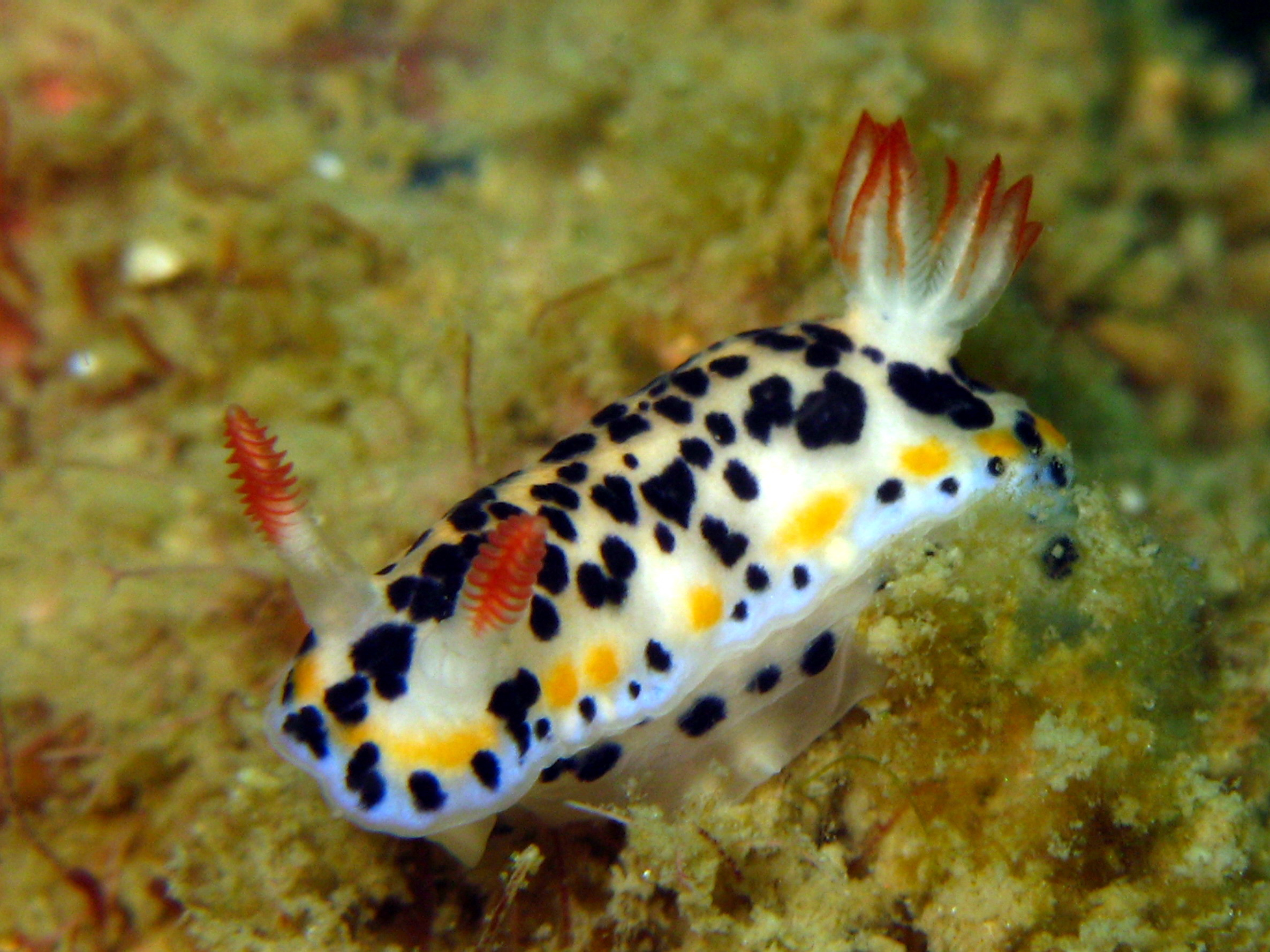
Hypselodoris maritima
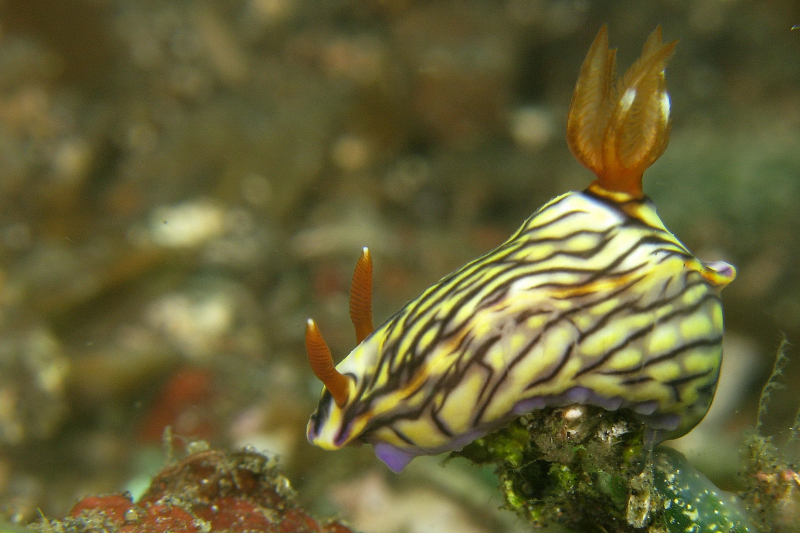
Hypselodoris nigrostriata
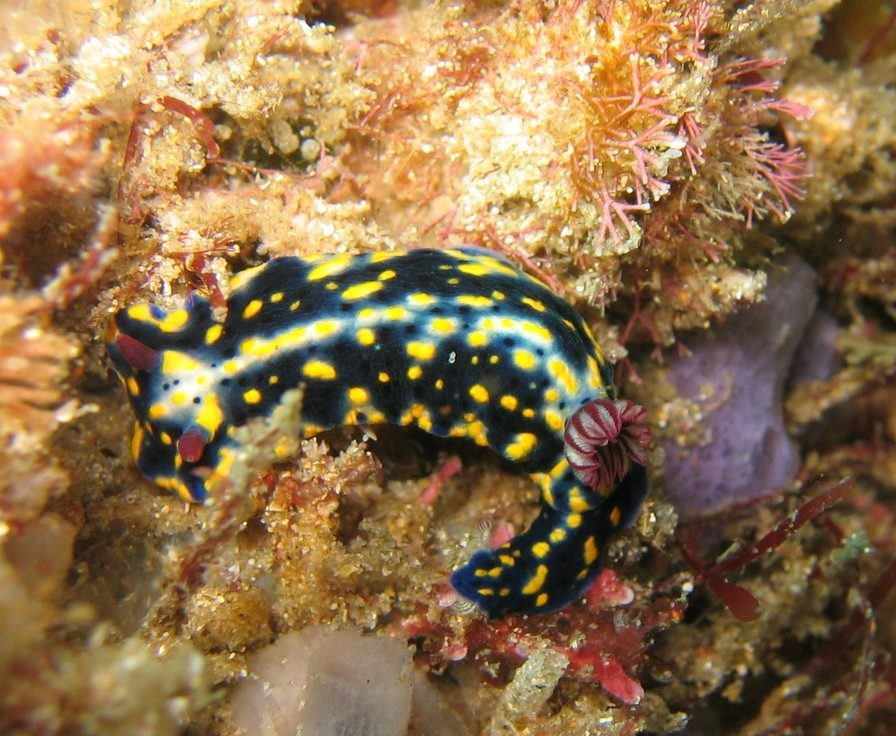
Hypselodoris obscura
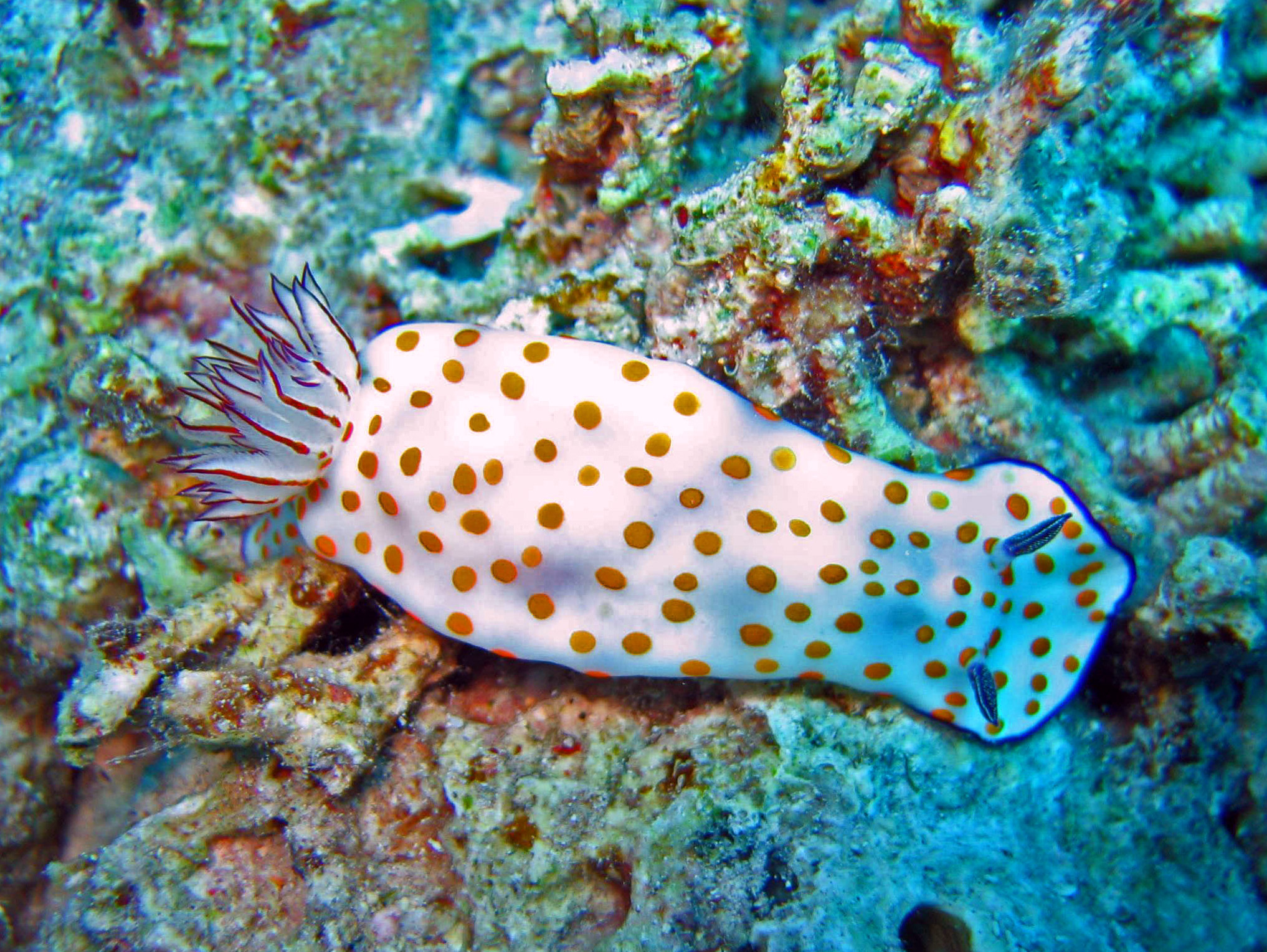
Hypselodoris pulchella
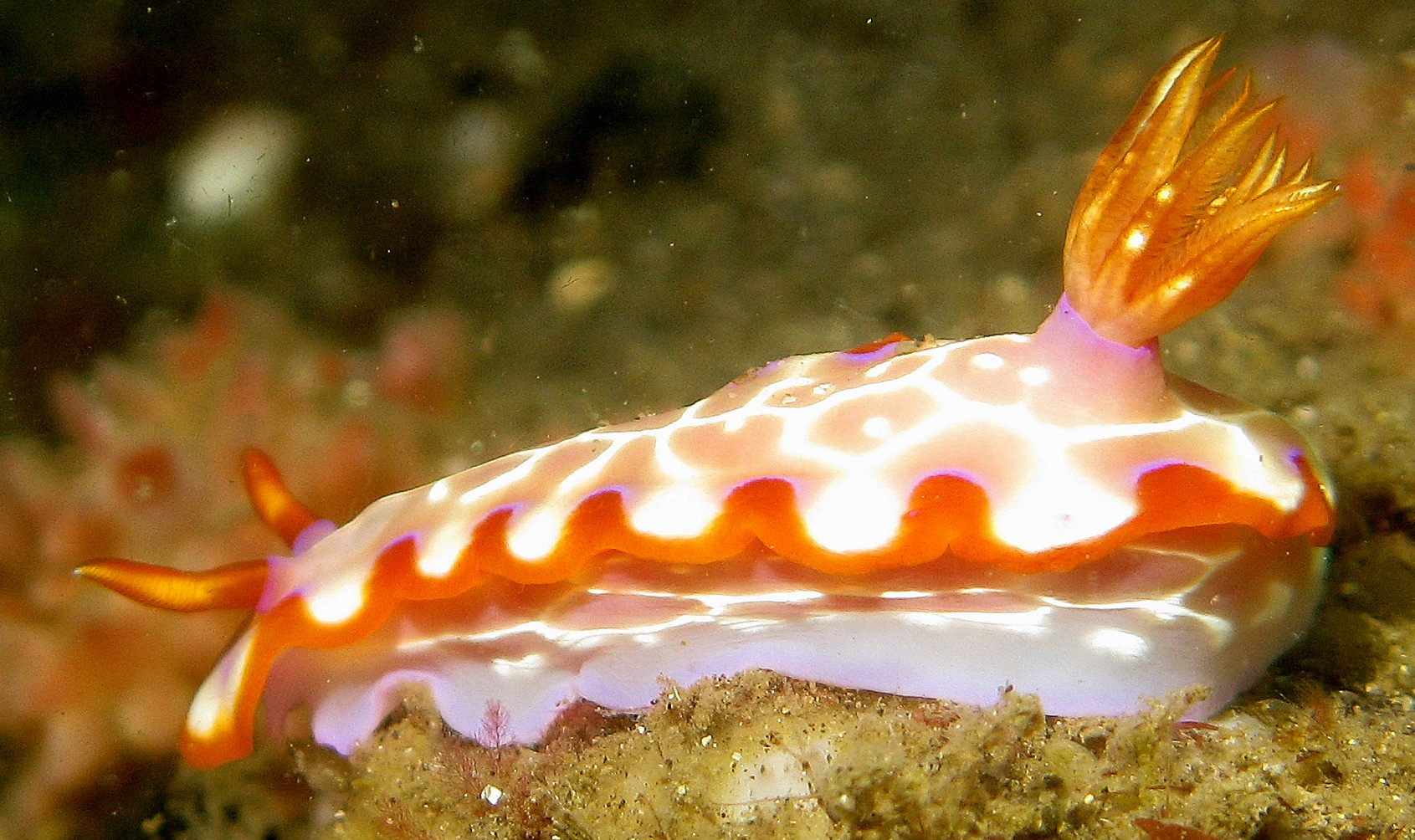
Hypselodoris purpureomaculosa
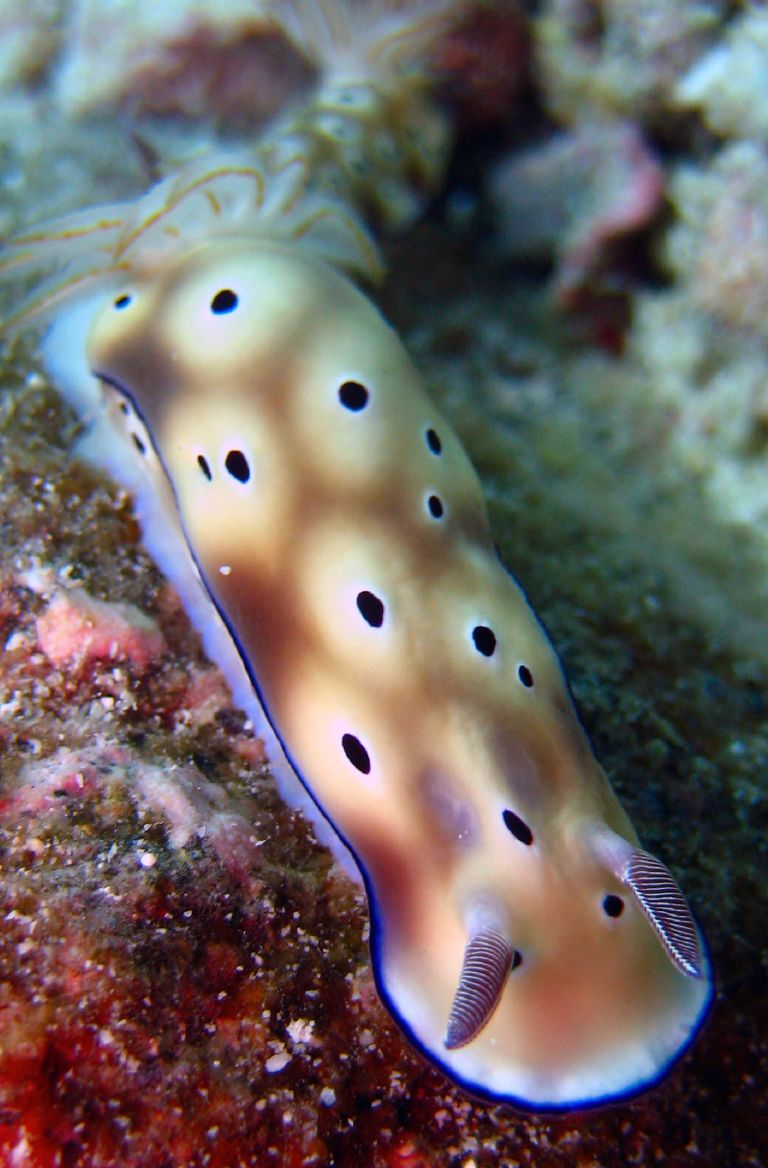
Hypselodoris tryoni
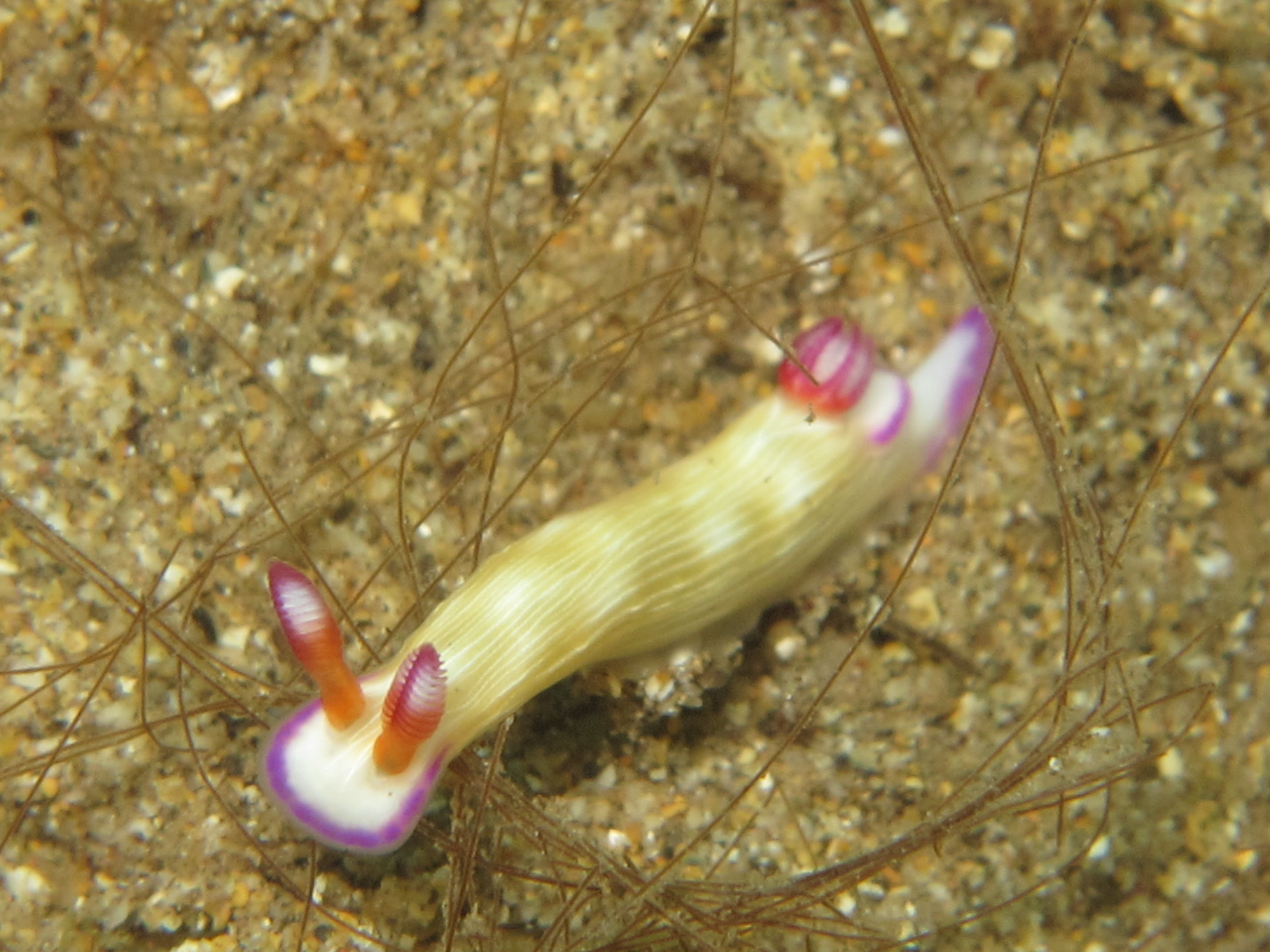
Hypselodoris violabranchia
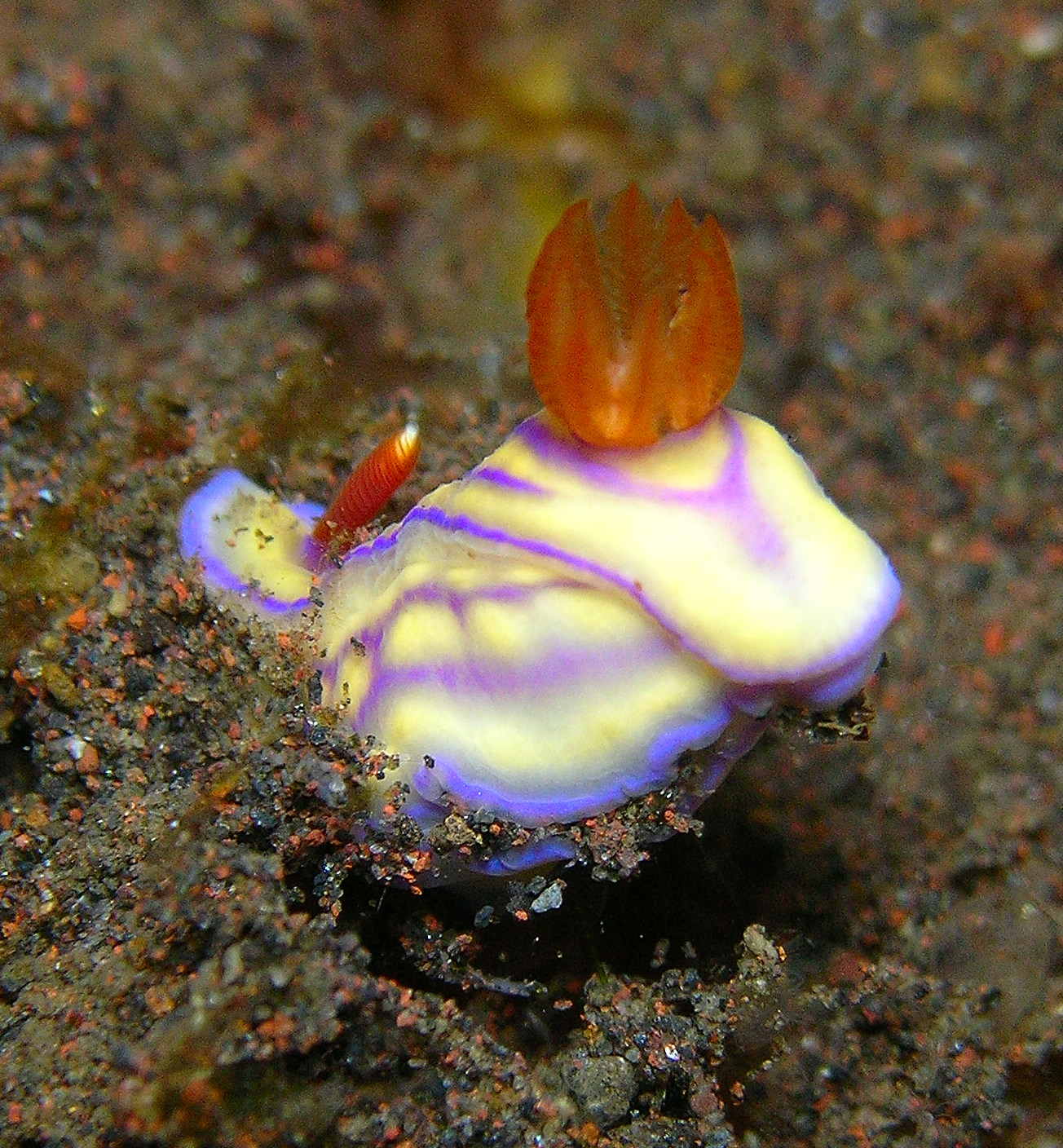
Hypselodoris whitei
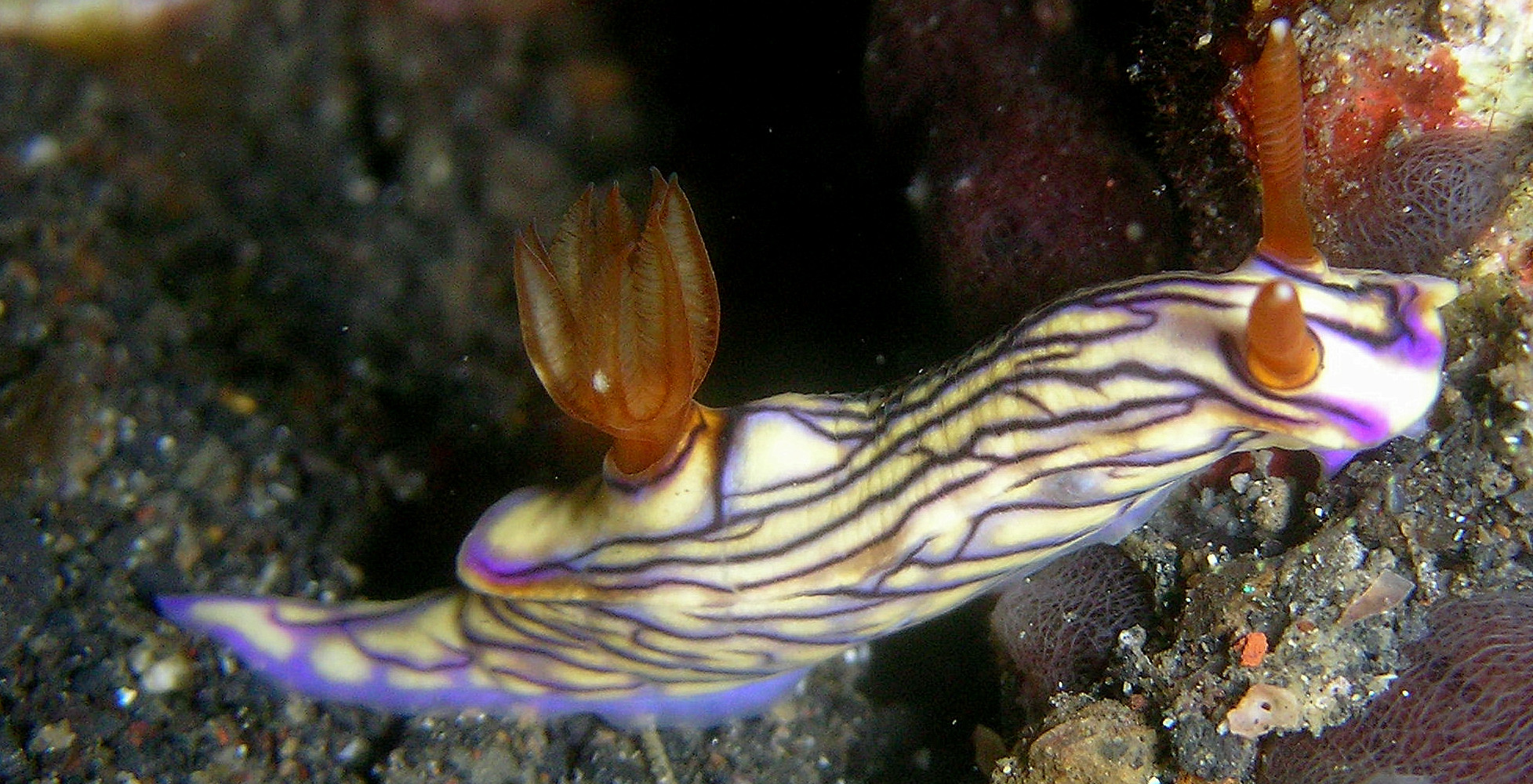
Hypselodoris zephyra